# Matrimonio igualitario en los Países Bajos

Reconocimiento de las uniones entre personas del mismo sexo en el Reino de los Países Bajos

El matrimonio igualitario en los Países Bajos es legal desde el día 1 de abril de 2001, siendo el primer país del mundo en legalizarlo.
Legislación en los diversos países del Reino de los Países Bajos:
- Países Bajos (matrimonio desde 2001)
- Aruba (matrimonio desde 2024)

- Curazao (matrimonio desde 2024)
- San Martín (reconoce los matrimonios producidos en el resto de los Países Bajos)
- Caribe Neerlandés (matrimonio desde 2012)
  -  Bonaire (2012)
  -  San Eustaquio (2012)
  -  Saba (2012)

## Uniones registradas
El 1 de enero de 1998 entró en vigor la ley que aprobaba las uniones registradas (en neerlandés: geregistreerd partnerschap). Estas uniones pretendían ser la alternativa de las parejas del mismo sexo al matrimonio, aunque también están abiertas a parejas de distinto sexo y, de hecho, en torno a un tercio de las uniones registradas entre 1998 y 2001 fueron parejas de distinto sexo. A los efectos legales, la unión registrada y el matrimonio ofrecen los mismos derechos y deberes, especialmente tras la reforma de algunas leyes para remediar discriminación en el ámbito de sucesiones y distintas materias.

## Legislación matrimonial
Ya a mediados de los años ochenta del Siglo XX, un grupo de activistas gais, encabezados por Henk Kroll (quien era y es editor jefe de Gay Krant) solicitó que el Estado permitiese que las parejas del mismo sexo pudieran casarse. En 1995, el Parlamento decidió crear una comisión especial que investigase la posibilidad de establecer matrimonios entre personas del mismo sexo. En aquel momento, los democristianos, por primera vez desde la introducción de la plena democracia, no formaban parte de la coalición en el Gobierno. La comisión especial finalizó su trabajo en 1997 y concluyó que el matrimonio civil debería acoger a las parejas del mismo sexo. Tras las elecciones de 1998, el Gobierno prometió tratar el asunto. En septiembre de 2000, se debatió en el Parlamento el proyecto de ley definitivo.

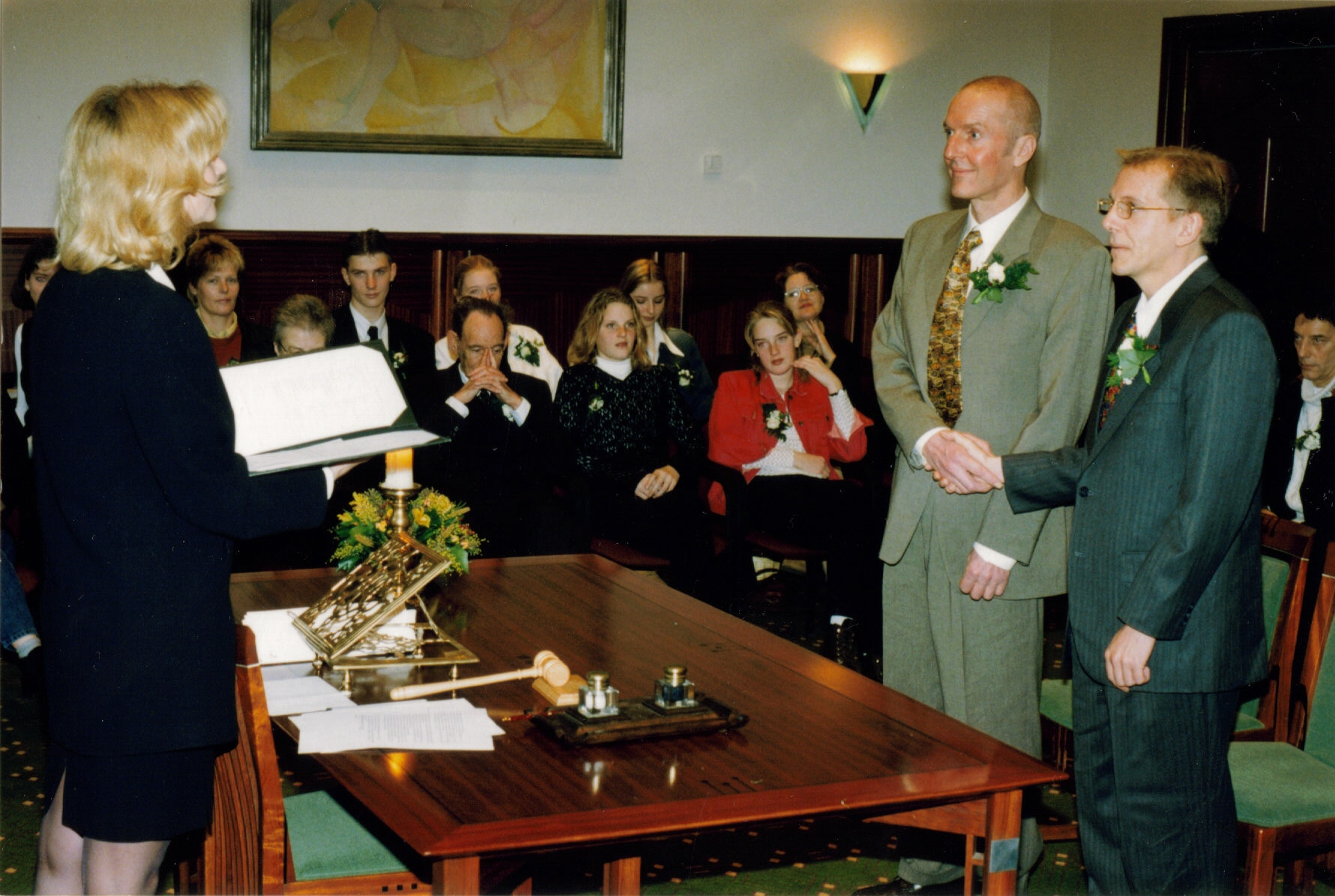
Celebración de un matrimonio gay en los Países Bajos.

Ese proyecto de ley en materia de matrimonio obtuvo la aprobación de una mayoría de 109 frente a 22 en la cámara baja del Parlamento. La cámara alta aprobó el proyecto el día 19 de diciembre de 2000. Sólo votaron en contra los partidos cristianos, que ocupaban 26 de los 75 escaños en ese momento. Aunque actualmente (2005) formen parte de la coalición que ocupa el Gobierno, los democristianos no han mostrado la más mínima intención de derogar la ley.
El principal artículo de la Ley modificó el artículo 1:30 del vigente Código civil neerlandés, con el siguiente texto:
Een huwelijk kan worden aangegaan door twee personen van verschillend of van gelijk geslacht.
Traducción: Pueden contraer matrimonio dos personas de distinto o del mismo sexo.
A la media noche en punto del día 1 de abril de 2001, el alcalde de Ámsterdam, Job Cohen, casó a cuatro parejas del mismo sexo. Él se había convertido específicamente en registrador para oficiar los matrimonios. Pocos meses antes, el alcalde Cohen era ministro de Justicia del Gobierno y responsable de impulsar las nuevas leyes sobre matrimonio y adopción en la tramitación parlamentaria. El primer matrimonio de lesbianas en ese país fue el de Helene Faasen y Anne Marie Thus.

### Restricciones
En los Países Bajos, los matrimonios entre personas del mismo sexo son totalmente equivalentes a los matrimonios entre personas de distinto sexo, con una restricción referente a la adopción de menores. Si una lesbiana casada tiene un hijo, su esposa no será considerada madre del menor; mientras no lo adopte, a los efectos legales será considerada madrastra; sin embargo, tras la adopción, se convertirá en su (segunda) madre.

### Residencia
Las normas sobre nacionalidad y residencia son las mismas que para cualquier otro matrimonio que se celebre en los Países Bajos: al menos uno de los contrayentes debe tener nacionalidad neerlandesa o residir en el país. No hay garantía de que un matrimonio entre personas del mismo sexo vaya a ser reconocido en otros países. Es probable que sólo sea reconocido en países que reconozcan uniones civiles entre parejas del mismo sexo.

### Territorio de los Países Bajos en América
Inicialmente, las parejas del mismo sexo no podían contraer matrimonio en las Antillas Neerlandesas ni en Aruba. Durante un tiempo no estuvo claro si un matrimonio entre personas del mismo sexo celebrado en los Países Bajos debía ser reconocido en las Antillas Neerlandesas y Aruba. El gobierno de Aruba lo rechazó inicialmente, pero un juez decidió lo contrario. El gobierno de Aruba apeló dicha decisión y finalmente, en abril de 2007, el Tribunal Supremo de los Países Bajos, que también tiene jurisdicción sobre las Antillas Neerlandesas y Aruba, dictaminó que el matrimonio entre personas del mismo sexo celebrado en los Países Bajos debe ser reconocido en Aruba y, por el mismo motivo, en las Antillas Neerlandesas.
En 2010, Curazao y San Martín se disgregaron de las Antillas Neerlandesas (que quedarían compuestas ya solamente por las islas de Bonaire, Saba y San Eustaquio y pasarían a llamarse Caribe Neerlandés) obteniendo una autonomía similar a la de Aruba. 
El 10 de octubre de 2012 entró en vigor la ley promulgada por los Países Bajos que regulaba el matrimonio en el Caribe Neerlandés. Esta ley no afectaba a los otros tres países del Reino de los Países Bajos (Aruba, Curazao y San Martín) aunque estos territorios seguirían debiendo reconocer los matrimonios producidos en el resto de los Países Bajos (tanto en el territorio europeo como en el Caribe Neerlandés).
Se propuso en estos tres territorios la legalización del matrimonio entre personas del mismo sexo a fin de que todos los ciudadanos del reino tengan los mismos derechos en cada uno de los territorios que lo componen. En 2016, se introdujo en Aruba la unión civil para personas del mismo sexo. En 2024, se produjo la legalización del matrimonio entre personas del mismo sexo en Aruba y Curazao.

## Oposición
La aprobación del matrimonio entre personas del mismo sexo fue objeto de una fuerte oposición procedente de grupos religiosos fundamentalistas (por ejemplo, Khalil el-Moumni). Una vez aprobó el Parlamento la legalización de los matrimonios entre personas del mismo sexo, la Iglesia Protestante de los Países Bajos decidió que cada iglesia individual tenía el derecho de decidir si bendecía o no otras relaciones entre dos personas como uniones de amor y fe a los ojos de Dios; en la práctica, muchas iglesias celebran estas ceremonias. Las autoridades locales están obligadas a oficiar los matrimonios entre personas del mismo sexo y pueden exigir que su personal los oficie; sin embargo, si el contrato en vigor no establece este requisito, no pueden ser despedidos si se niegan a hacerlo.
Algunos ayuntamientos han optado por no exigir que los registradores que se oponen a los matrimonios entre personas del mismo sexo los celebren; si bien ésta es normalmente una decisión que toman los partidos políticos cristianos, puede decirse que no beneficiaría a una pareja del mismo sexo que el funcionario que oficie la ceremonia esté descontento haciéndolo, con riesgo de estropear la celebración.

## Estadísticas
Según las cifras provisionales facilitadas por la oficina estadística de los Países Bajos, en los seis primeros meses los matrimonios entre personas del mismo sexo constituyeron el 3,6% del número total de matrimonios, con un pico de en torno al 6% el primer mes, seguido de en torno a un 3% en los siguientes meses, con unos 2.100 varones y 1.700 mujeres en total. En junio de 2004, se habrían casado más de 6.000 parejas del mismo sexo. En marzo de 2006, la oficina estadística difundió estimaciones sobre el número de matrimonios entre personas del mismo sexo celebrados cada año: 2.500 en 2001, 1.800 en 2002, 1.200 en 2004 y 1.100 en 2005.